# Station Ramla
Station Ramla (Hebreeuws: תחנת הרכבת רמלה Taḥanat HaRakevet Ramla) is een station in de Israëlische plaats Ramla.
Het station ligt op het traject Tel Aviv-Jeruzalem.
Het station is in april 1898 geopend en uiteindelijk gesloten in 1998.
In 2003 werd het nieuwe stationsgebouw geopend.
In elke richting rijdt er per uur een trein naar Tel Aviv, Jeruzalem of Beit Shemesh.
Het station bestaat uit 1 perron.
Treinen naar Beër Sjeva rijden langs het station zonder te stoppen.
| Eindbestemming    | Vorig station | Lijn               | Volgend station | Eindbestemming  |
| ----------------- | ------------- | ------------------ | --------------- | --------------- |
| Tel Aviv HaHagana | Lod           | Tel Aviv-Jeruzalem | Beit Shemesh    | Jeruzalem-Malha |